# بخش سورسکی
بخش سورسکی (به لاتین: Sursky District) یک منطقهٔ مسکونی در روسیه است که در استان اولیانوفسک واقع شده‌است.